# ルートヴィヒ・ラントグレーベ
ルートヴィヒ・ラントグレーベ（Ludwig Landgrebe, ウィーン、1902年3月9日 - ケルン、1991年8月24日）は、オーストリアの現象学者、哲学教授。ドイツの俳優マックス・ラントグレーベの祖父。

## 生涯
ラントグレーベはウィーン大学で哲学、歴史、地理学を学んだ。マックス・シェーラーの影響を受け、フライブルクで研究を続けた。1923年、ラントグレーベはエトムント・フッサール（1859-1938年）の助手になった。博士号を取得後、プラハに移りオスカー・クラウスのもとでポスドク研究を行った。1939年から、ルーヴァン・カトリック大学のフッサール文庫にてオイゲン・フィンクと協働した。ラントグレーベの妻イルセ・マリア・ゴルトシュミットはユダヤ系で、著述家のジョルジュ＝アルトゥル・ゴルトシュミットとは姉妹である。1940年、ラントグレーベはベルギーに追放された。また、ハンブルクで商人の手伝いのアルバイトを行っていた。
1945年、ラントグレーベは再度ハンブルク大学でポスドク研究を行うことを許可され、1947年にはキール大学で正教授に就任した。ハンス・ブルーメンベルクはキール大学での教え子である。1954年、ケルンに移り、フッサール文庫の所長になった。ラントグレーベはフッサールの最も近くにいた哲学者として知られるが、歴史、宗教、政治については実存主義哲学や形而上学の観点から考察し、独自の見解を持っていた。

## 著作
- Wilhelm Diltheys Theorie der Geisteswissenschaften, Halle 1928 (Dissertation)
- Nennfunktion und Wortbedeutung. Eine Studie über Martys Sprachphilosophie, Halle 1923
- Was bedeutet uns heute Philosophie, Hamburg 1948 (2. Aufl. 1954)
- Phänomenologie und Metaphysik, Hamburg 1949 (Aufsatzsammlung)
- Philosophie der Gegenwart, Bonn 1952 (2. Aufl. Frankfurt/M 1957)
細谷貞雄訳『現代の哲学』理想社、1957年
- Der Weg der Phänomenologie, Gütersloh 1963 (4. Aufl. 1978)
山崎庸佑、甲斐博見、高橋正和訳『現象学の道――根源的経験の問題』木鐸社、1980年
- Phänomenologie und Geschichte, Gütersloh 1968
- Über einige Grundfragen der Philosophie der Politik, Köln/Opladen 1969
- Faktizität und Individuation. Studien zu den Grundfragen der Phänomenologie, Hamburg 1982 (Bibliographie S. 157 - 162)

### 編書
- Edmund Husserl, Erfahrung und Urteil : Untersuchungen zur Genealogie der Logik
エドムント・フッサール、長谷川宏訳『経験と判断』河出書房新社、1975年；新装版1999年